# Guido I. Brisebarre
Guido I. Brisebarre († nach 1148) war Herr von Beirut im Königreich Jerusalem.
Guido Brisebarre war der Bruder von Walter I. Brisebarre, der seit 1125/26 Herr von Beirut war.
1127 sandte ihn König Balduin II. von Jerusalem, zusammen mit dem Templer-Meister Hugo von Payns und Wilhelm I. von Bures, nach Frankreich, um einen Ehemann für die Thronerbin von Jerusalem, Balduins Tochter Melisende zu finden. Im Frühjahr 1129 reisten sie mit dem Grafen Fulko V. von Anjou ins Heilige Land zurück, wo sie im Mai eintrafen.
Spätestens 1138 unterzeichnete Guido als Herr von Beirut. Vermutlich war sein Bruder Walter zuvor gestorben und Guido ihm nachgefolgt.
1148 nahm er am Konzil von Akkon teil.
Er hatte vermutlich zwei Söhne, die ihn nach seinem Tod beerbten:
- Walter II. Brisebarre († 1169), Herr von Beirut, später Templer;
- Guido II. Brisebarre († vor 1164), Herr von Beirut.

Aufgrund fehlender Primärquellen über den Tod Guidos I. und seines Bruders Walter II., wird teilweise auch die Ansicht vertreten, dass es sich jeweils bei Guido I. und Guido II., sowie bei Walter I. und Walter II. um identische Personen handelt. Diese wären dann gemeinsam Herren von Beirut gewesen.